# Sokka
Sokka er en fiktiv person fra tegnefilmsserien Avatar, The Last Airbender. Han og hans søster, Katara, er begge fra Sydpolen.

## Personlighed
Sokka er skeptisk og fuld af humor og kan ikke betvinge nogen elementer og er derfor anderledes end Aang, Toph og Katara. Sokka foretrækker dog også krigerens og videnskabens måde og han tager beskytterrollen meget alvorligt. 
Sokka er også meget intelligent og er god til at komme op med ideer med det samme. Selvom det ikke er altid at hans planer er så effektive eller virker. 
Patriotisk og god til at bære nag, Sokka ønsker stærkt at hævne sig på Ildnationens angreb på vandstammen der var med til hans mors død. Han har en lille interesse i mysteriet at kunne betvinge og foretrækker at løse problemer med hans styrke og vittigheder. Til trods for hans intelligens opfører Sokka sig tit fjollet og ligefremt dumt. Hans sarkastiske og absurde opførsel er nogle gange med til at tage vigtige beslutninger.
Sokka har ved flere lejligheder demonstreret sin kærlighed for kød, og er gruppens jæger. Sokka har også for vane at bruge sarkasme. I episoden Bitter Work råber han til Karma i himlen at han lover at opgive kød og sarkasme for altid. Han er villig til at blive Sokka, vegetaren og den ligefremme i stedet for Sokka, kødæderen og sarkasme fyren. Til slut i episoden har han opgivet den tanke. 
Under vejledning fra sværdmesteren Piandao, udviser Sokka urtodokse metoder under hans træning. I en af hans øvelser skal han sætte sit mærke på et stykke papir. I stedet for at skrive sit navn, tværer Sokka blæk i ansigtet og laver et tryk af hans ansigt på papiret.
Sokka skriver med højre hånd og tegner med den venstre. Han er ambitiøs selvom hans venstrehåndskunst er lig børnehavetegninger. Dette kan også bare skyldes at han er dårlig til at tegne.
På dansk spilles stemmen af Mads Malik Grosos.
1. ↑  Navnet er anført på engelsk og stammer fra Wikidata hvor navnet endnu ikke findes på dansk.
2. ↑  Navnet er anført på engelsk og stammer fra Wikidata hvor navnet endnu ikke findes på dansk.
3. ↑  Navnet er anført på engelsk og stammer fra Wikidata hvor navnet endnu ikke findes på dansk.